# ベルリン中央駅

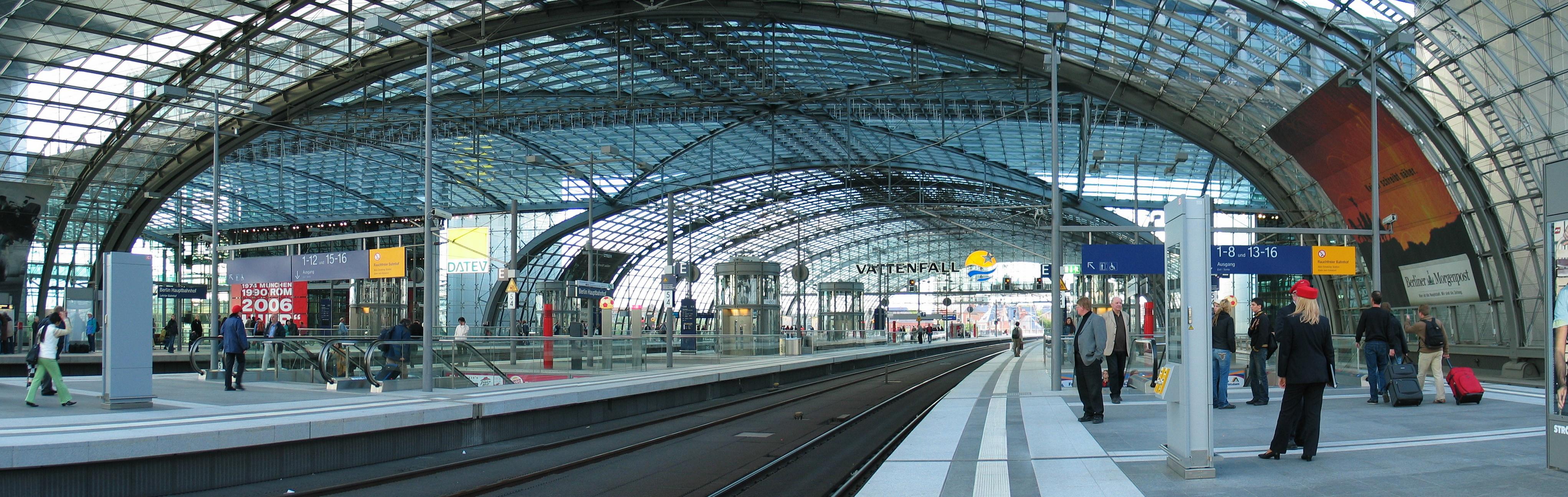
最上層（東西方向プラットホーム）

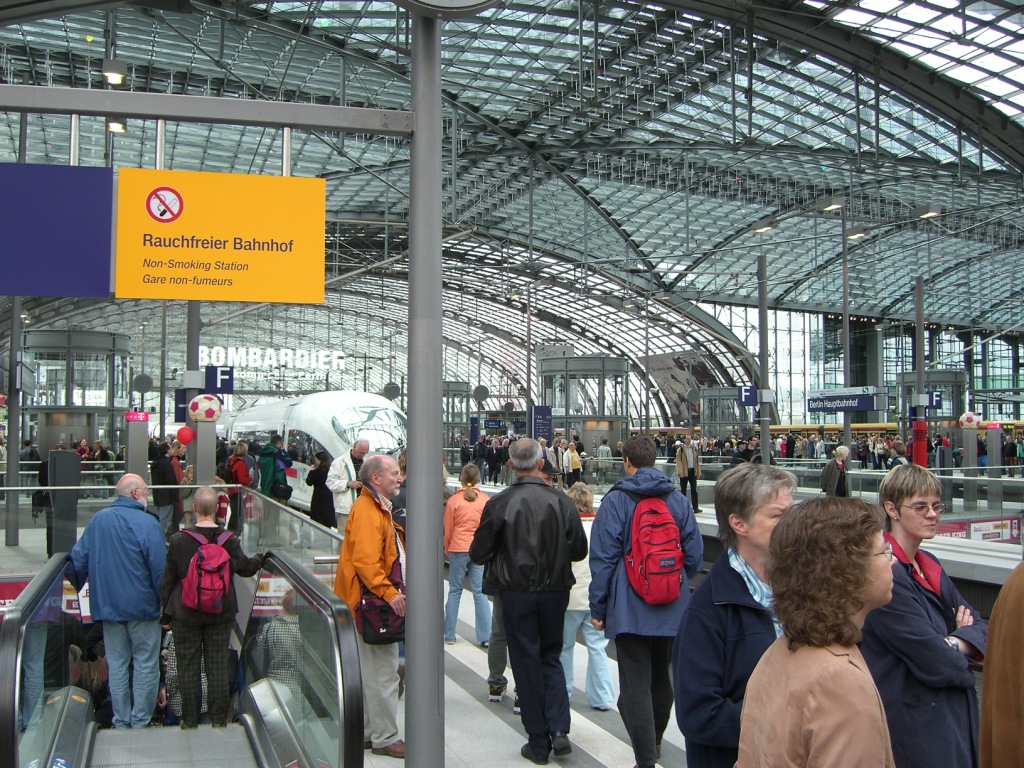
最上層

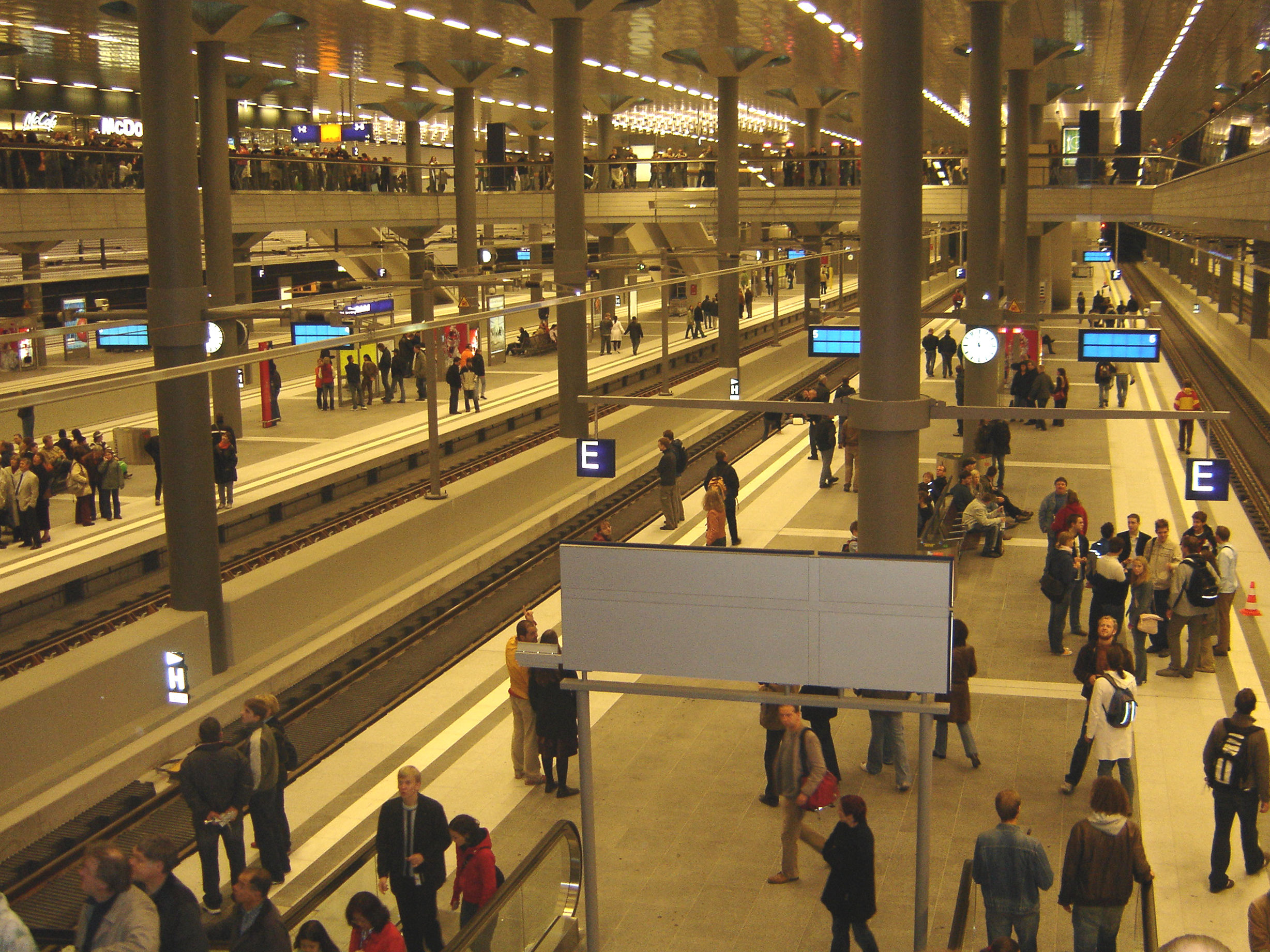
最下層（南北方向プラットホーム）

ベルリン中央駅（ベルリンちゅうおうえき、ドイツ語: Berlin Hauptbahnhof）は、ドイツのベルリンにあるドイツ鉄道の駅である。

## 概要
2006年5月26日、サッカーのワールドカップ・ドイツ大会開催に合わせる形で開業した。設計はドイツの大手建築事務所、ゲルカン・マルク・アンド・パートナーズ（英語版）による。
東西冷戦下で2つに分裂していたベルリンでは、長距離列車の拠点となるターミナル駅も2つに分かれていた。旧東ベルリンのベルリン東駅（Berlin Ostbahnhof）と、旧西ベルリンのベルリン動物園駅（ツォー駅、Berlin Zoologischer Garten）である。本来あるべき都心に立地する当駅に統合されたことで、旅客の利便性は飛躍的に高まった。
当駅の位置には、第二次世界大戦直後まで、レールテ駅 (Lehrter Bahnhof) というターミナルが存在したが、1950年代初めに長距離列車の発着が廃止され、ベルリン市街線（ドイツ語版）のSバーン駅 (Lehrter Stadtbahnhof) だけが残されていた。当駅建設に際してはベルリンSバーンの駅も含めて、完全に作り直された。
IATA空港コード「QPP」が割り振られている。
乗降客数はハンブルク中央駅、フランクフルト中央駅、ミュンヘン中央駅についで4番目に多い駅である。

### 乗り入れる列車
- ICE (トリーア -) シュトゥットガルト（ドイツ語版、英語版） – ルール地方 – ハノーファー – ベルリン
- ICE (インスブルック –) ミュンヘン – シュトゥットガルト – フランクフルト –  ブラウンシュヴァイク（ドイツ語版、英語版） – ベルリン
- ICE (インターラーケン –) バーゼル – フランクフルト – ブラウンシュヴァイク – ベルリン
- ICE (キール –) ハンブルク (/ ロストック) – ベルリン – ライプツィヒ – ニュルンベルク – ミュンヘン
- ICE コペンハーゲン – ハンブルク – ベルリン
- ICE オーフス（ドイツ語版、英語版） – ハンブルク – ベルリン
- ベルリン-ワルシャワエクスプレス ワルシャワ - ポズナン（ドイツ語版、英語版） - ベルリン

## 構造

### ドイツ鉄道・ベルリンSバーン
高架ホーム
地上3階、地上からの高さ10mに位置する。ホームは東西方向に伸びている。島式3面6線を有し、その内1面2線はSバーン用のホームである。
| ホーム  | 発着列車                                    |
| ------- | ------------------------------------------- |
| 11 - 14 | 長距離線（特急（ICE・IC・EC）・快速（RE）） |
| 15 - 16 | Sバーン                                     |

地下ホーム
地下2階、地上からの高さ-15mに位置する。ホームは南北方向に伸びている。島式4面8線を有する。時刻表では "Berlin Hbf (tief)" (ベルリン中央駅（地下）) と表記されることがある。南北方向の路線は、当駅開業と同時に開業した。
| ホーム | 発着列車                                    |
| ------ | ------------------------------------------- |
| 1 - 8  | 長距離線（特急（ICE・IC・EC）・快速（RE）） |

### ベルリン地下鉄
南北地下ホームに平行して、地下鉄のホーム（2009年8月8日開業）が併設されている。1面2線の地下駅。

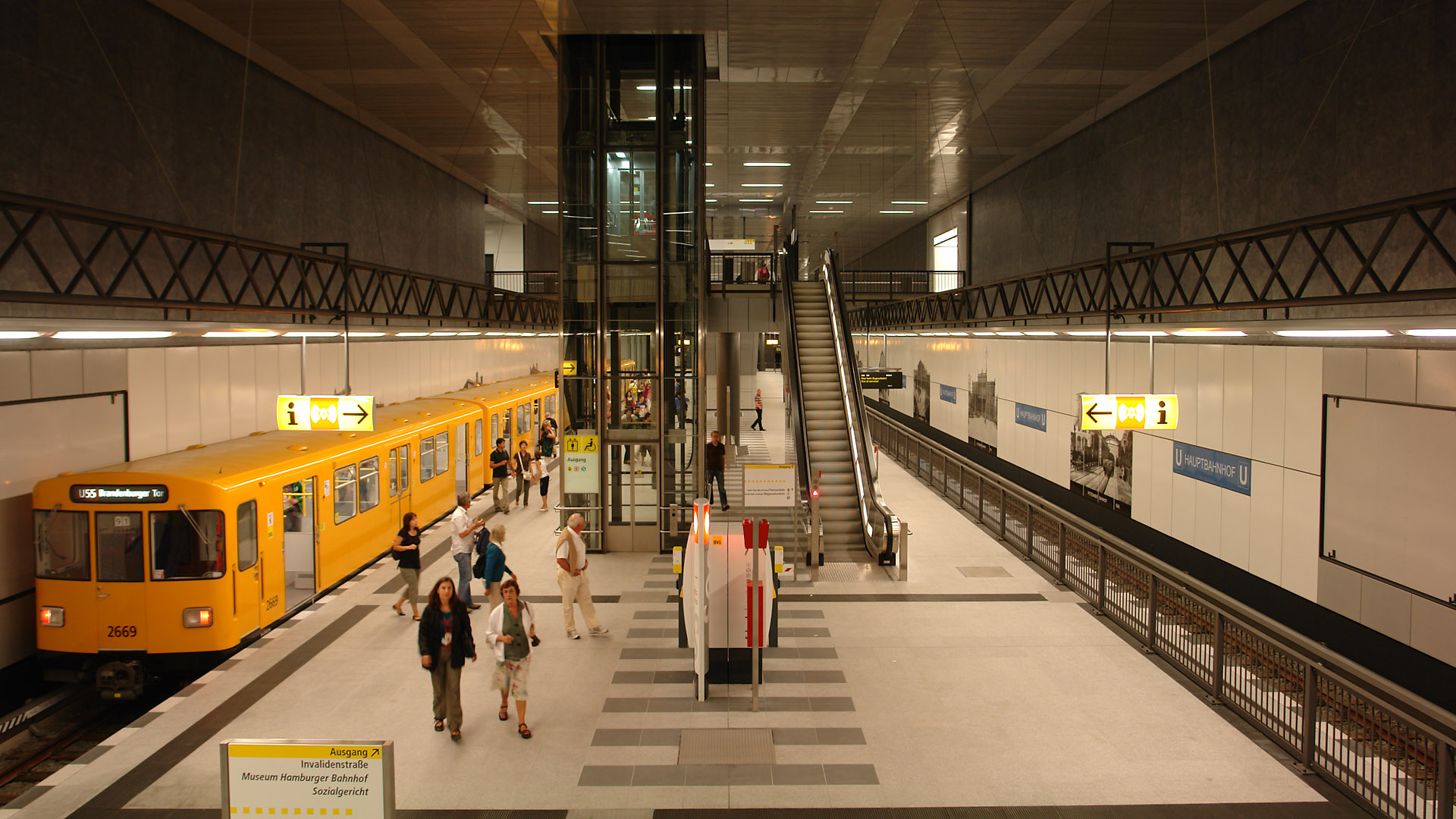
ホーム

## ベルリンのターミナル駅概史

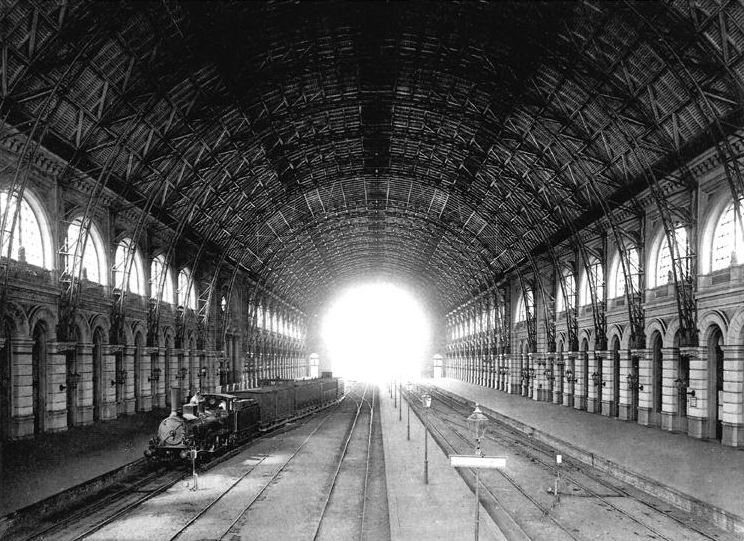
現在のベルリン中央駅の位置にあったレールテ駅のプラットホーム　1879年

現在のベルリン中央駅が開業するまでの経緯は、政治的に諸般の事情が絡んだ非常に複雑なものである。ベルリンの鉄道網の変遷とも密接に関わってくるため、以下にその概略を説明する。
ベルリンに最初の鉄道が開業したのは1838年のことで、ベルリンとポツダムの間を結んだ。ベルリン側のターミナル駅は、現在は廃止された「ポツダム駅」(Potsdamer Bahnhof) で、ポツダム広場の南西に設けられた。
その後、ベルリンとその郊外や他の都市を結ぶ鉄道が、相次いで開業した。これらのベルリン側のターミナルはいずれも、市の外縁にバラバラに設けられた。これは、ベルリンの中心部の都市化が既に進んでいたためである。しかし、特に貨物輸送の点で不便なため、これらのターミナル駅を結ぶ連絡線が、1850年頃に建設されている。
この貨物連絡線は路面に設置されていたこともあって、ベルリンの市街地の拡大に伴い、都市交通上のネックとなった。そのために、これを廃止して、新たに連絡線を建設することになった。それが、1871年から1877年にかけて開通した路線で、現在のベルリン環状線にあたる。当初は貨物輸送のみで、1872年から旅客営業も始まった。これがベルリンSバーンの発祥とされている。環状線は多くの区間で、旅客・貨物列車が走る長距離線と、現在のベルリンSバーンが走る短距離線が併設されていた。
第二次世界大戦の前、ベルリンには、以下のターミナル駅が存在した。西から反時計回りに、以下の通りである。方面別にターミナルが分かれていることは、ロンドン、パリ、モスクワなどの事例とほぼ同様であると考えてよいが、都市を貫通する鉄道がある点が他の都市と決定的に異なっていた。駅名はいずれも行先方面の地名を付けた物である。

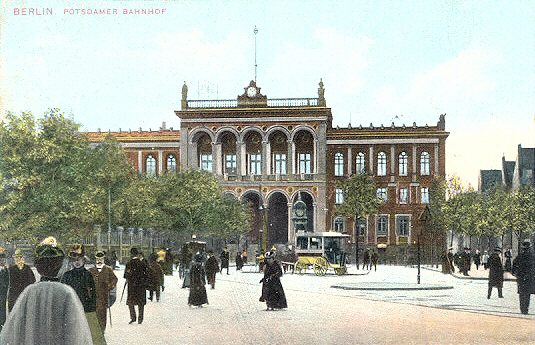
ポツダム駅 (Potsdamer Bahnhof) ポツダム広場の南西。ベルリン郊外の都市ポツダムに因む。
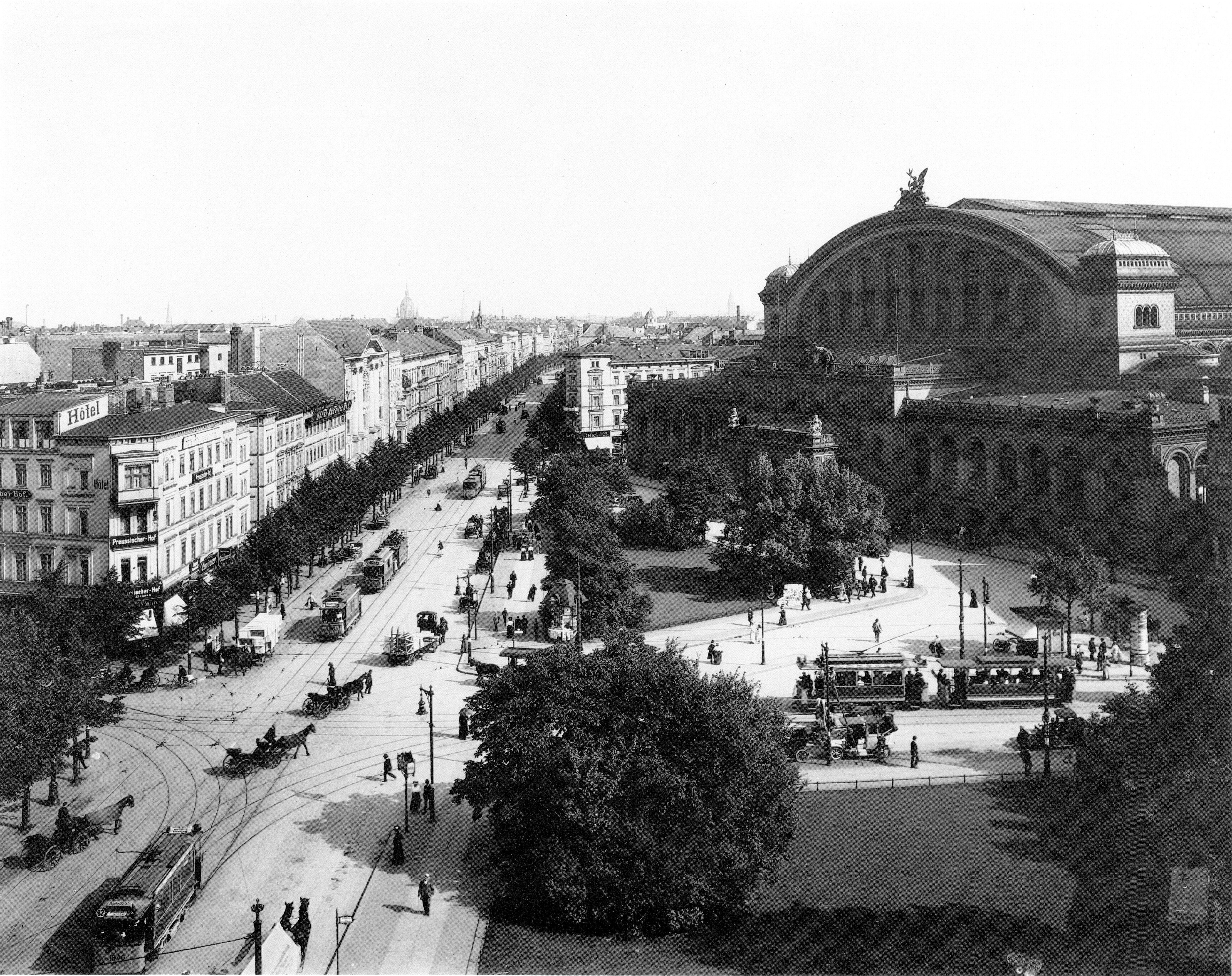
アンハルト駅 (Anhalter Bahnhof) ポツダム駅東側に近接。現在の「ドイツ技術博物館」はこの駅に付属する機関庫だった。ドイツ中部のアンハルト地方に因む。地下にSバーン駅が現存し、駅跡には駅建物の玄関口がモニュメントの様に残されている。
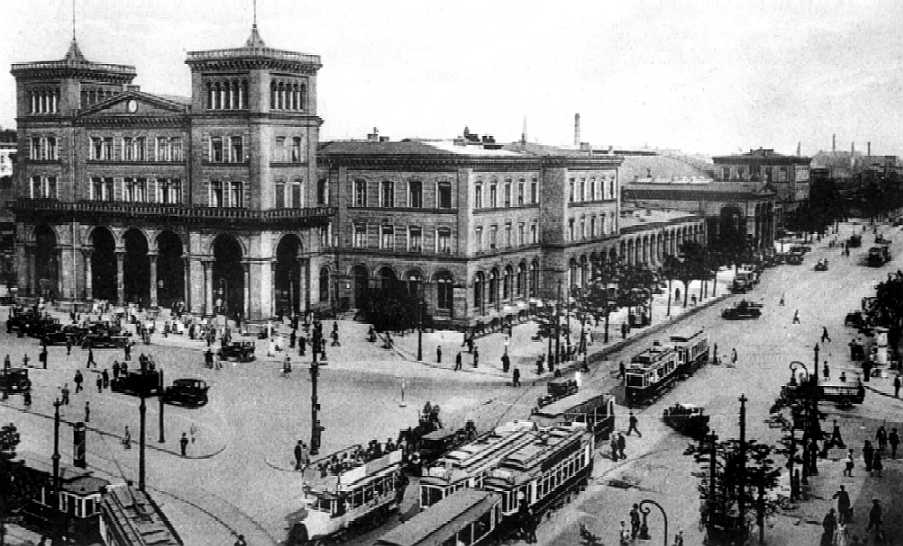
ゲルリッツ駅 (Görlitzer Bahnhof) 現在の地下鉄ゲルリッツ駅の東側。現在はポーランドとの国境に位置する都市ゲルリッツに因む。
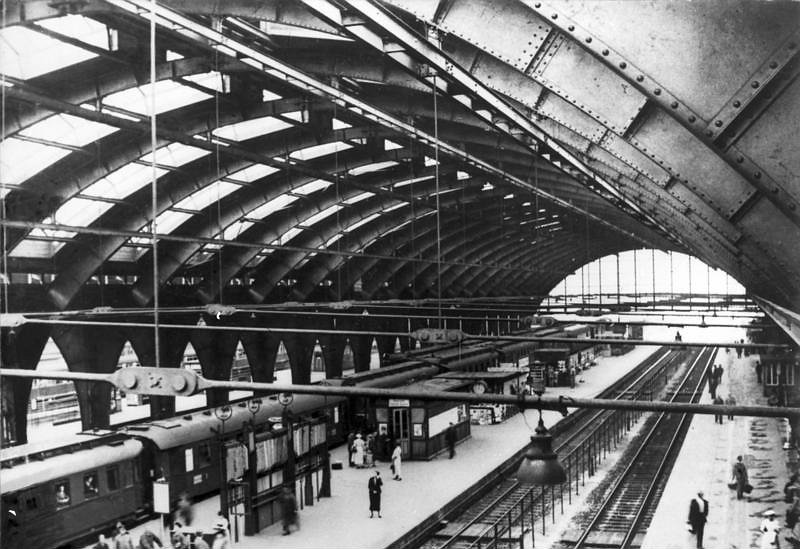
シュレージエン駅 (Schlesischer Bahnhof) 現在のベルリン東駅 (Ostbahnhof)。シレジア地方のドイツ名に因む。
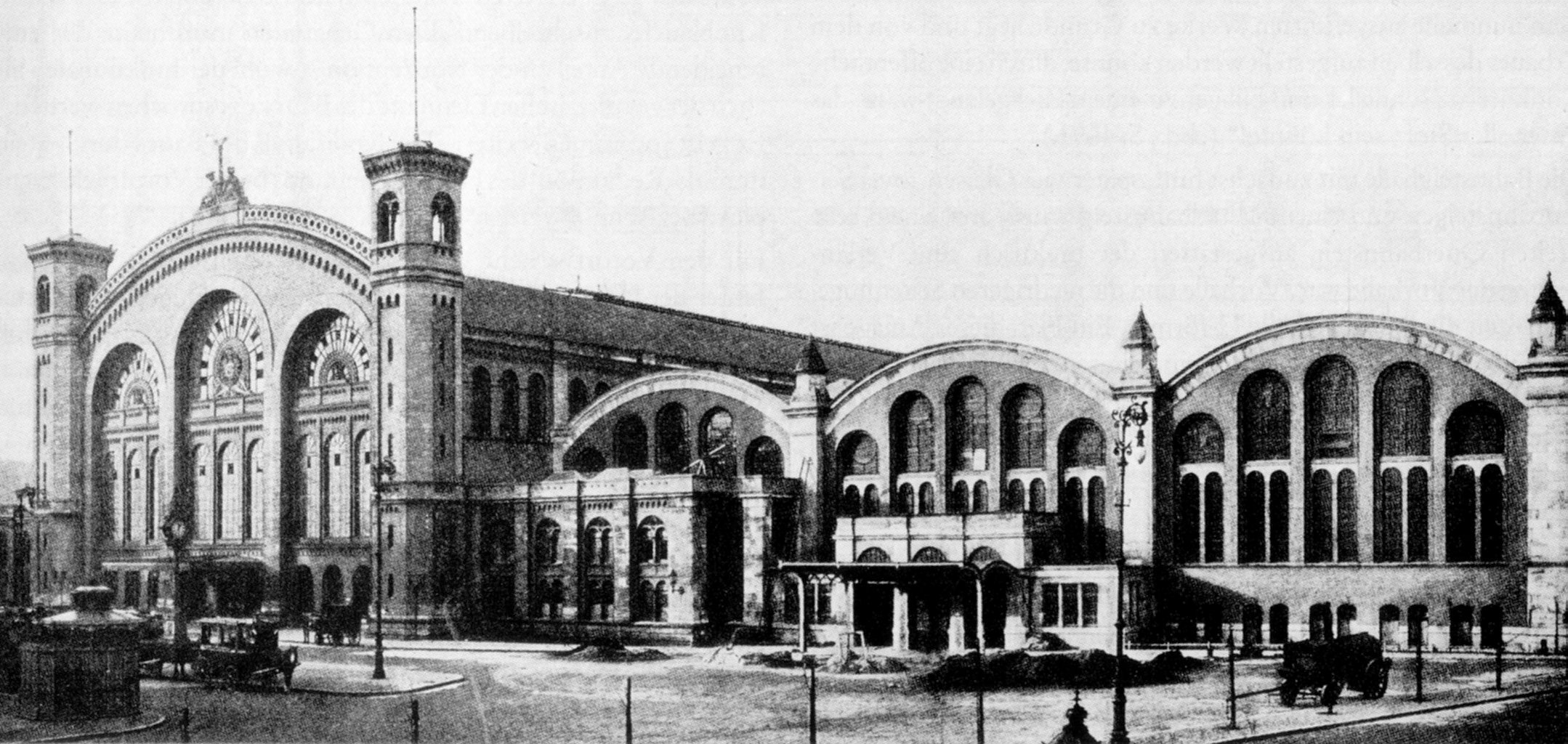
シュテティーン駅 (Stettiner Bahnhof) 地下のSバーン駅が北駅（Nordbahnhof）に改称されて現存。現在はポーランド領の都市であるシュチェチンのドイツ名に因む。
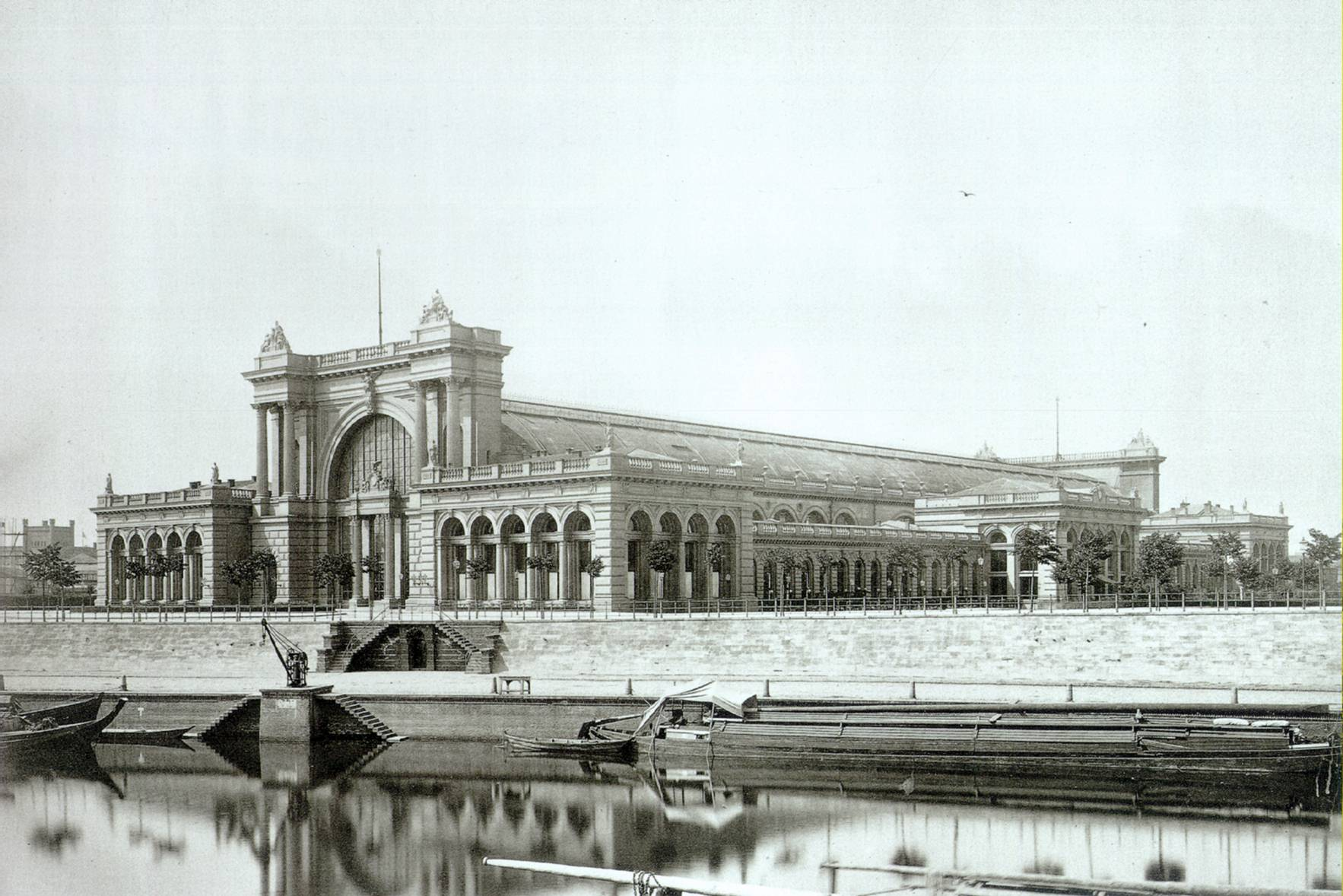
レールテ駅 (Lehrter Bahnhof) 現在の中央駅（Hauptbahnhof）とほぼ同じ場所。ハノーファー東方の小都市レールテに因む。

1880年代に入り、ベルリンの各路線を開業した私鉄は順次国有化されプロイセン邦有鉄道 (KPEV：Königlich Preusische Eisenbahn-Verwaltung) に統合された。この頃、ベルリンの市街を東西・南北に結ぶ鉄道路線が計画され、1882年にはベルリンの中心部を東西に貫通する高架線が複々線（環状線と同様に長距離線と現在のSバーンが走る短距離線）で開業した。これがベルリン市街線 で、ベルリンに関しては「Sバーン」の語源となったとされる。なお、この路線はシュレージエン駅、レールテ駅を通るように建設されたが、レールテ駅は高架線に対し直角に位置していたが、に対し、シュレージエン駅は東西高架線が貫通する形に改造されている。一方、南北方向の鉄道は、1910年代にレールテ駅を経由する地下線での構想が立案されていたが、技術的な問題や、第一次世界大戦とその敗戦・経済的混乱により頓挫した。なお第一次世界大戦後の1924年に、全国組織としての「ドイツ国営鉄道 (DRG: Deutsche Reichsbahn-Gesellschaft)」が発足し、ベルリンの鉄道も DRG の経営となった。
1930年代に入り、ヒトラー政権による社会資本の充実策、1936年のベルリンオリンピック開催に向けての都市整備の一環として、南北方向の地下線の建設が再開された。1936年から1939年にかけて、ポツダム駅、アンハルト駅から東西高架線のフリードリヒ通り駅を経由し、シュテティーン駅に至る現在のSバーン南北地下線が開通した。しかし長距離線のトンネルは、ヒトラー時代には大ゲルマニア構想に基づく東西南北の四大ターミナル駅整備計画が立案されたために、全く進展がなかった。
1939年に第二次世界大戦が勃発し、1943年のベルリン大空襲から1945年のドイツ降伏直前のベルリン市街戦にかけて、ベルリンの鉄道網は壊滅的打撃を受けた。ベルリン市街戦で被害が大きかったポツダム駅は、終戦後ターミナル駅としての機能を復活することなく、1945年に廃止された（ただし、Sバーン南北地下線が終戦直前に爆破されて水没したため不通となり、終戦後の一時期、Sバーン駅のみ暫定的に営業していた）。
終戦後の連合国による占領で、ドイツ全土とベルリン市街はアメリカ、イギリス、フランス、ソ連の4カ国統治となったが、1949年にソ連占領地域で「ドイツ民主共和国（東ドイツ）」が建国、続いて3カ国占領地域で「ドイツ連邦共和国（西ドイツ）」が建国された。ベルリンに関しては、西側3カ国占領地域は「西ベルリン」と称され、ソ連や東ドイツの支配が及ばない地域となった。ただし、DRGが運営していたベルリンの地上鉄道網は、その後発足した「ドイツ国営鉄道（DR: Deutsche Reichsbahn, 旧東ドイツ国鉄）」が、東西に関係なく、一元的に運営していた。

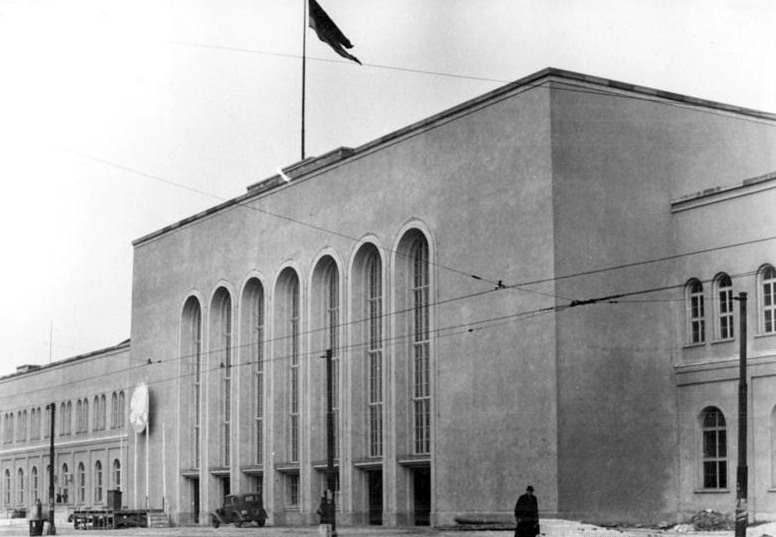
ベルリン東駅(1950年)

Sバーン網は旧東ドイツ国鉄などの手によって、1950年代中頃には戦前の姿にほぼ戻ったが、6つあったベルリンの主要ターミナル駅のうち、西ベルリン側に属したアンハルト駅、レールテ駅、ゲルリッツ駅は、国家の東西分割により、前者は1952年、後者2つは1951年にそれぞれ、長距離列車ターミナル駅としての機能を失い、Sバーンの駅だけが残った。東ベルリン側に属した北駅（シュテティーン駅を改称）も、ゲルリッツ駅のそれと共に東駅（シュレージエン駅を改称）にターミナル機能を統合し、1952年に廃止された。また、バルト海沿岸へ向かう路線のターミナルとしてリヒテンベルク駅 (ドイツ語版) が整備され、現在に至っている。東ドイツ国鉄は、ベルリンの市外を走るベルリン外環状線、 上記のベルリン環状線よりもさらに外側の環状線）の建設を推進し、自国内の長距離列車・貨物列車が西ベルリンを通過しないようなルートの整備を進めた（これが後にベルリンの壁構築を可能とさせる重要な施策となった）。
これにより、東ベルリン側のターミナル駅は東駅とリヒテンベルク駅の2つとなったが、一方で、戦前のターミナル駅を全て失った西ベルリン側は、東西高架線上にあった中間駅で、西ベルリンの中心部に近い「ベルリン動物園駅」が、ターミナル駅の機能を受け持つようになり、西ドイツ国内と西ベルリンを結ぶ連絡列車の拠点駅となった。（列車自体はフリードリヒ通り駅まで運転されていたが、乗客は同駅の西側Sバーン、Uバーンとの直接乗り換えはできなかった。）
1961年8月13日、「ベルリンの壁」の突然の構築により、それまで東ドイツ国鉄が東西の区別なく一元的に経営していたベルリンのSバーンは、ついに東西に分断された。ただし西ベルリン側のSバーンは引き続き東ドイツ国鉄が経営したため、「Sバーンの運賃は鉄条網に払われる！」などのプラカードを掲げた抗議活動が発生するなど市民の反感を買うこととなった。更に西側当局も東側の影響力を嫌い、Sバーンと並行するUバーンの建設を進めた。その結果、西ベルリン側のSバーンの利用客は激減し、列車本数の削減やメンテナンス不良のまま細々と営業を続けていたが、1980年代初頭には西側従業員の待遇改善を求めるストライキを機に全線廃止の直前にまで至った。これは1984年に西ベルリンの地下鉄やバスを経営する「ベルリン交通公社 (ドイツ語版)」に経営が移管されたことで一応の解決を見た。ただし施設の老朽化から、設備更新の上で再開されたのは一部の路線のみで、環状線などは壁崩壊後まで休止が続いた。
また長距離線も西ベルリンへのアクセスルートが1ヵ所に制限され（1976年以降2ヵ所）、連絡列車の運転本数も合計しても10往復に満たず、現在のEC, ICに相当する特急列車も運転されていなかった。このため冷戦時代の西ドイツ～西ベルリンのアクセスは空路が主体で、動物園駅がターミナル駅と言っても実際は極めて限定的であった。
尚、冷戦時代の西ドイツ～西ベルリン間の連絡列車が東ドイツ領内を通過する際には各車両車内に東ドイツ国境警備兵が添乗し、日本では想像がつかないような一触即発の緊張感の下で運転されていた。また、この連絡列車は東ドイツ内は通過扱いであったが、主要都市駅を通過する際には警備上の理由からホームから最も離れた側線を厳重な監視のもとで通過していた。
一方、東ベルリン側では、1987年にターミナル駅「東駅」を「中央駅 (Berlin Hauptbahnhof)」に改称している。これが初代の「ベルリン中央駅」である。
1989年11月9日の「ベルリンの壁崩壊」に続き、1990年10月3日、東ドイツが西ドイツに吸収される形で東西ドイツが統合されたが、鉄道に関しては1994年に民営化の上で統合されるまで、東西両ドイツの国鉄が別組織として存続した。統一後、東西ベルリン分割でズタズタになったベルリンの鉄道網の復旧が進められたが、休止から長い年月を経過した区間もあり、環状線（1980年に旧西ベルリン側の区間が休止）などは、放置されていた駅施設の残骸を一旦撤去して更地にした上で、新たに作り直す必要があり、鉄道の復興には長い年月と莫大な費用がかかった。ベルリンのターミナル駅の機能は依然として、東西高架線上にある、東駅と動物園駅が担った。ベルリンを南北に貫く長距離線が存在しなかったため、特にベルリンの南方・北方から来た長距離列車は、ベルリンに近づくと、前述の外環状線をほぼ1/4周して、東側あるいは西側からベルリン市街に入り、東西高架線を走って、前述の東駅や動物園駅に至る大迂回ルートを走っていた。そのため、時間的なロスが非常に大きく、南北を結ぶ長距離線の整備が望まれた。
また1993年のICEのベルリン乗り入れの頃から、旧西ドイツ地域からベルリンに乗り入れる列車が急増するようになると、東西高架線の輸送力が早くも限界に達していた。1998年5月のベルリン市内の電化完成に伴うダイヤ改正では過密ダイヤを原因とする大混乱が発生し、混乱の収拾に数週間要するような事態となった。このため列車を分散させる必要性からも、南北ルートの整備が急がれることとなった。
一方で、首都をボンからベルリンに移すことがドイツ連邦政府によって決定され、ベルリンに新しいターミナル駅（中央駅）を建設することも決定した。建設場所は帝国議会議事堂に近く、移転する政府機関建設に併せて十分な土地が確保できる、旧レールテ駅跡地に決定した。東西高架線のSバーンの駅として「Sバーン・レールテ駅 (Lehrter Stadtbahnhof)」が存在したが、新中央駅の前後の区間は新たに高架線を作り直して駅を設置することになった。また1世紀近い懸案であった南北長距離線も、新中央駅を通る形で地下トンネルで建設されることになった。これに先立ち、初代「中央駅」は1998年に再び「東駅」に戻されている。
南北長距離線は、ベルリンの南方からズュートクロイツ駅（環状線との交差点に設置された駅で、「パーペ通り駅(Bahnhof Papestraße)」を改称）を通り、廃止されたアンハルト駅跡地付近から地下に入り、ポツダム広場の地下（ポツダム広場駅が設置されている）を通って新中央駅の地下に至る。ここから北上し地上に出て、東側方面と西側方面に分岐して、それぞれ環状線に合流する。東側方面にはSバーンのゲズントブルンネン駅に、従来のSバーン駅のほか長距離専用の駅が新設されている。さらにゲズントブルンネン駅の東方にはノルトクロイツ (Nordkreuz) というジャンクションが設置され、東西北の３方向からの列車が長距離線・Sバーンともにいずれの方向も進行できるようになっている。地図で見ると、新設された南北長距離線の形状が、ちょうどキノコの形になるため、南北長距離線計画は "Pilzkonzept"（マッシュルーム・コンセプト）と呼ばれた。
2002年7月4日、新装成った「Sバーン・レールテ駅 (Lehrter Stadtbahnhof)」に、最初のSバーン電車が到着し、同年9月9日には駅名を「ベルリン中央駅＝レールテ駅 (Berlin Hauptbahnhof-Lehrter Bahnhof)」と改称した。当然のことながらこの時点ではSバーンの電車のみが停車した。

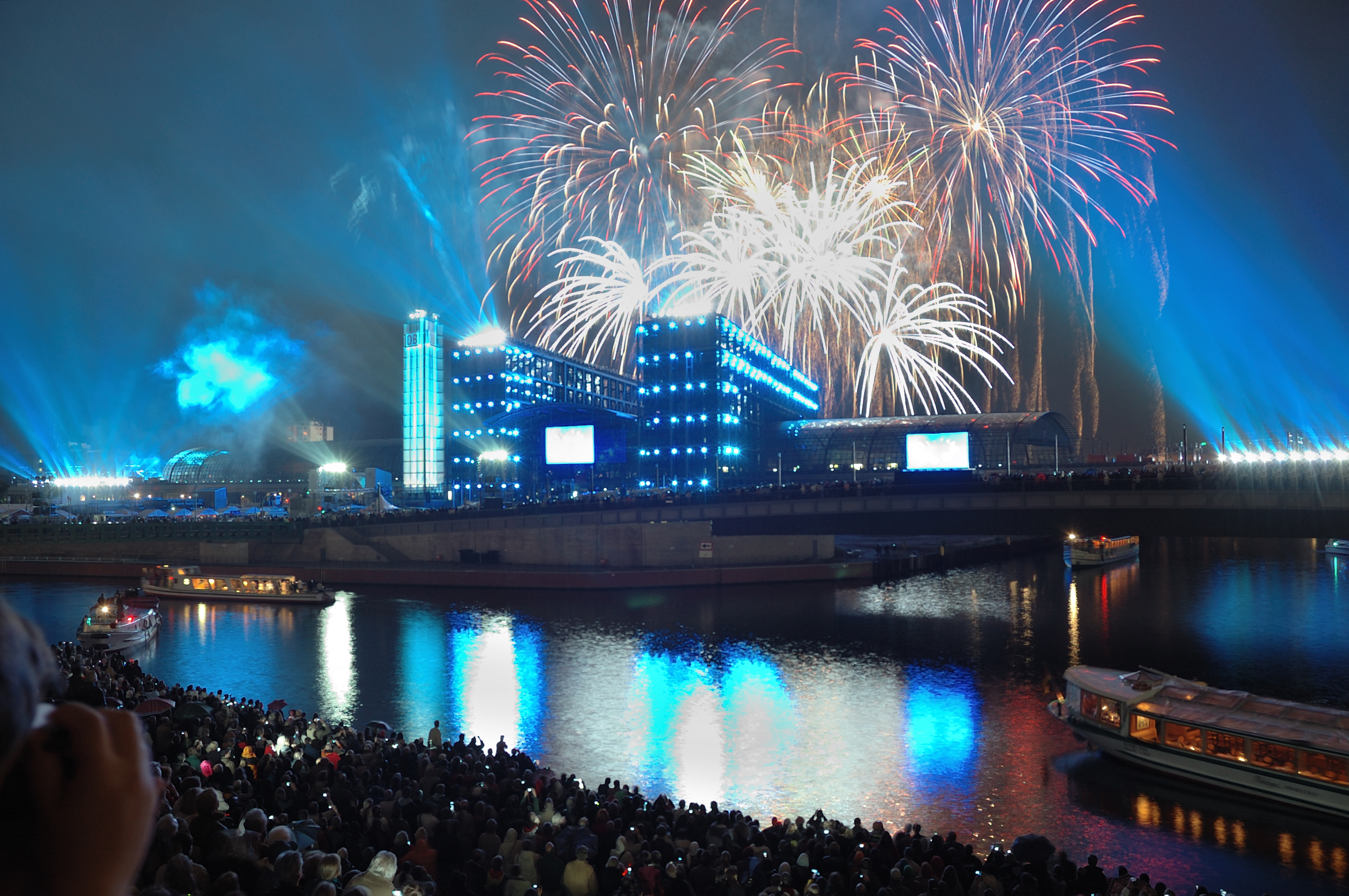
オープニングセレモニー

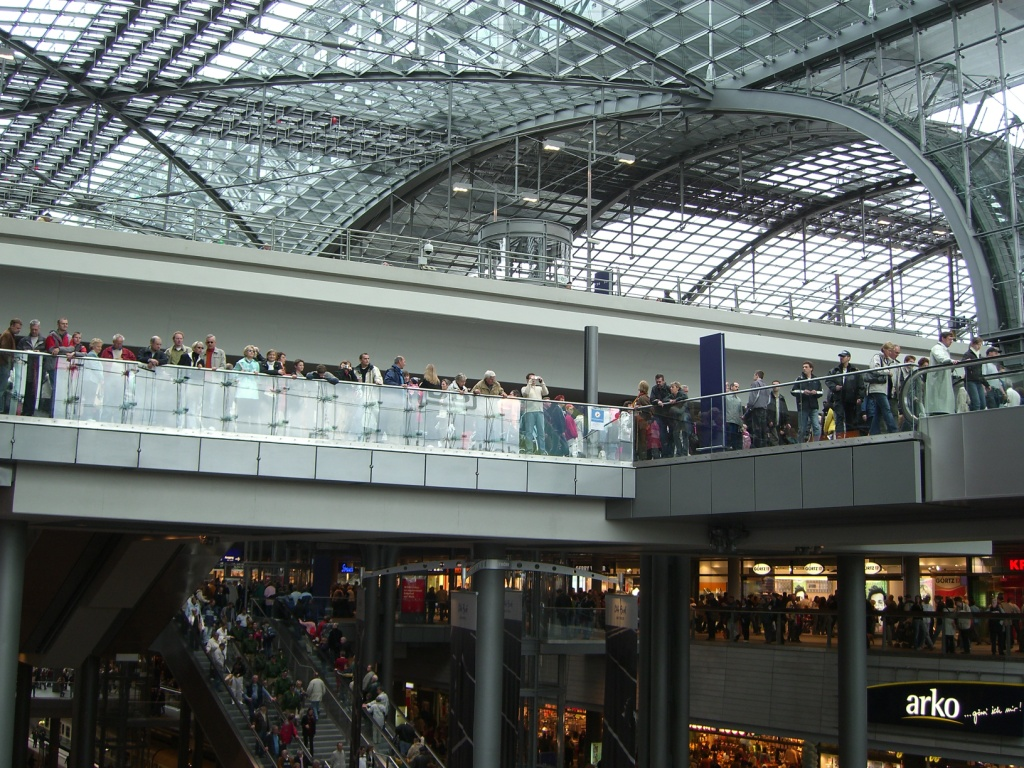
ショッピングフロア

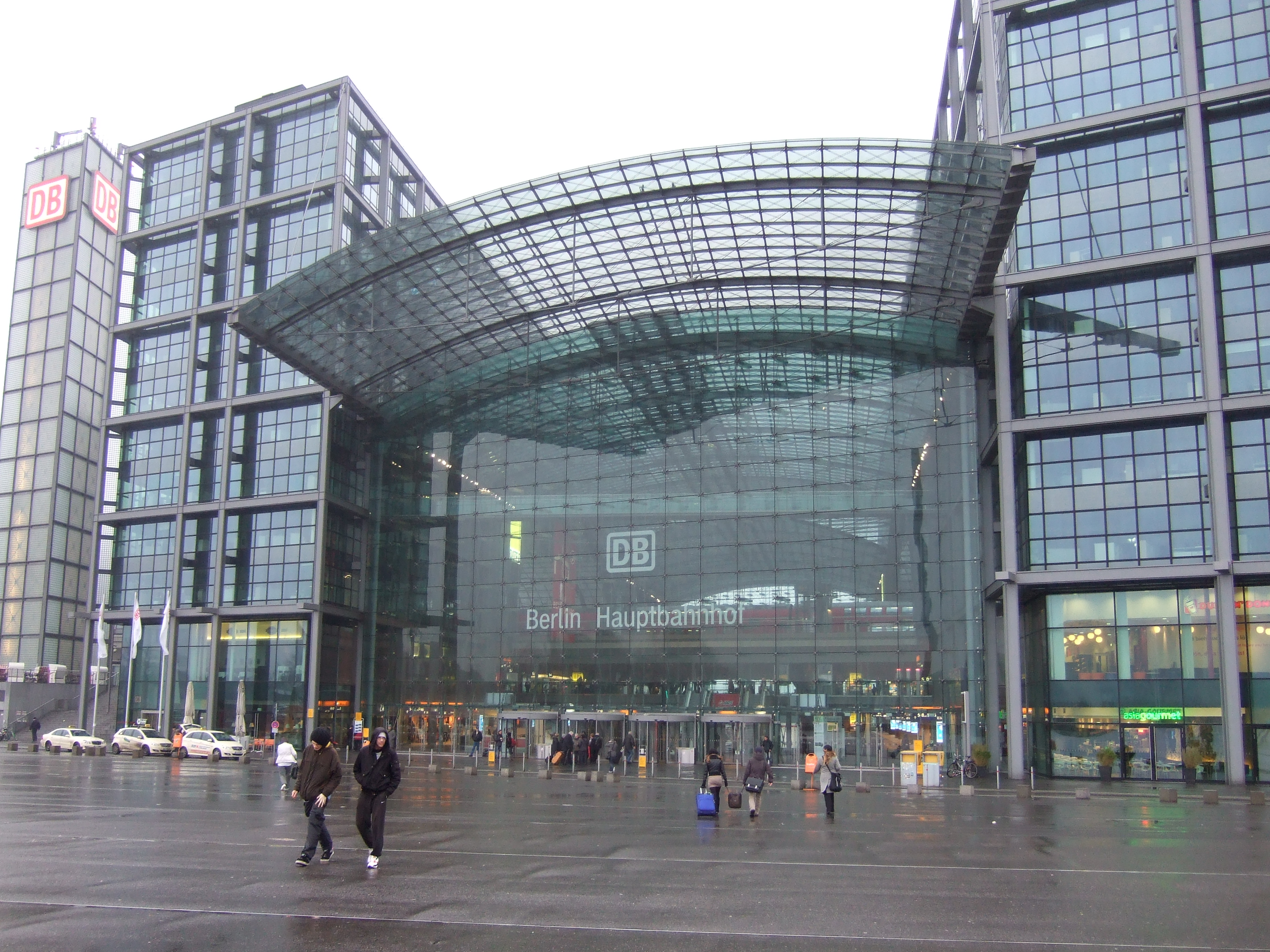
南側入口

新中央駅の開業は、当初は2003年の開業予定であったが、付近を流れるシュプレー川の移設、駅舎の建設の技術的難易度の高さ、建設資金の大幅増加、などの理由で、工事が大幅に遅れた。一方で2006年に、ドイツでFIFAワールドカップが開催されることになり、開幕までに間に合わせるべく急ピッチで建設が進められ、2006年5月26日、2代目にあたる現在の「ベルリン中央駅 (Berlin Hauptbahnhof)」が開業、同時に、南北地下長距離線も開業し、ベルリンの鉄道網や運転系統は大幅に変化した。当日はメルケル首相もライプツィヒからのICE特別列車で、南北地下長距離線経由で開業式典に参加した。この日と翌27日は開業記念イベントが数多く催され、5月28日のダイヤ改正を期して、正式な運用が始まった。
新中央駅・南北地下長距離線の開業により、ベルリンの南側（ミュンヘン、ライプツィヒ、ドレスデン方面）から来る列車と、ベルリンの北側（ハンブルク、ロストック方面）から来る列車は、外環状線を迂回せずに、直接、南北長距離線経由でベルリンに入れるようになり、大幅な時間短縮が実現した。同時に都心部を東西と南北に貫通する路線と二重の環状線を有機的に結ぶ鉄道網が完成したことにより、ヨーロッパ他都市では成しえなかった画期的なインフラ整備を達成した。地下線とはいえ首都中心部に南北縦貫線と中央駅を一挙に建設可能としたのは、ちょうどこの区域が東西ベルリンの境界でベルリンの壁によって遊休地のままに残されていたことと、前述のように鉄道が東ドイツ国鉄管轄だったために西ベルリン内といえども鉄道用地の所有権は東側に帰属していたことが皮肉にも幸いし、旧レールテ駅跡地は手つかずの廃墟で残っていた等、用地買収の問題がほとんど発生しなかった要因が大きい。
一方で、旧西ベルリン時代からターミナル駅としての役割を担ってきたベルリン動物園駅は、新中央駅の開業により、夜行列車の一部を除く大多数の特急列車、特にICE・EC・ICの全列車が通過することとなった。これに関しては、駅周辺の商店や住民から反発の声が上がったものの、結果として特急通過駅となり、ターミナル駅としての機能は大幅に低下することとなった。また、東駅に関しても旧西ドイツ地域への列車運転上の起点としてターミナル駅の機能は残っているが、前述の通り、南北長距離線にルートを変更する列車が数多く出たことで、特急列車の停車本数が大きく減少している。
東ドイツ時代のターミナルだったリヒテンベルク駅も、Sバーンと近郊列車が停車するのみの駅となったが、駅設備は維持されて臨時列車の発着に利用されている。

## 隣の駅
ドイツ鉄道
ICE10・ICE11・ICE12
シュパンダウ駅 - ベルリン中央駅 - ベルリン東駅
ICE28・EC27
ゲズントブルンネン駅/シュパンダウ駅 - ベルリン中央駅 - ズュートクロイツ駅
ICE75・ICE76
ハンブルク中央駅 - ベルリン中央駅 - ベルリン東駅
EC95 ベルリン-ワルシャワエクスプレス
ベルリン中央駅 - ベルリン東駅
EC99・IC/EC32
シュパンダウ駅 - ベルリン中央駅 - ズュートクロイツ駅
IC50
ゲズントブルンネン駅 - ベルリン中央駅 - ズュートクロイツ駅
IC56
ヴァンゼー駅 - ベルリン中央駅 - ベルリン東駅
RE2
ベルリン動物園駅 - ベルリン中央駅 - フリードリヒ通り駅
RE3・RE5
ゲズントブルンネン駅 - ベルリン中央駅 - ポツダム広場駅
RE4
ユングフェルンハイデ駅 - ベルリン中央駅 - ポツダム広場駅
ベルリンSバーン
■5号線・■7号線・■75号線
ベルヴュー駅 - ベルリン中央駅 - フリードリヒ通り駅
ベルリン地下鉄
■5号線
ベルリン中央駅 - 連邦議会駅